# 王妃 (朱樉)
王妃（14世纪—1395年），汉姓王氏，名字无记载，明朝秦王朱樉的王妃，元末将领王保保的妹妹，也是《倚天屠龍記》中赵敏的原型。

## 生平
其兄王保保是元末重要的将领。王保保养父、舅舅察罕帖木儿（乃蛮部豁里氏）于1362年逝世。王保保生母佛儿，生父赛因赤答忽（伯也台氏）。赛因赤答忽在乙巳年（1365年）逝世，佛儿在此前逝世。赛因赤答忽除王保保、脱因贴木尔、耐驴三子外，“幼女一人，观音奴在室”:21。王氏或与观音奴为同一人，或是察罕帖木儿之女，不得而知。
至正二十八年（1368年）四月，王保保外祖父、养祖父梁王阿鲁温以汴梁归降明朝。洪武三年（1370年），王保保与明朝大将徐达在沈儿峪交战。战败后，仅与妻子数人逃走。朱元璋对王保保评论甚高，称“天下奇男子”。洪武四年（1371年）九月，朱元璋选择王氏为15岁的次子朱樉的王妃。现代作者将这桩婚姻归为策略婚姻，或说朱元璋试图“同蒙古贵族交好，以达到分化北元势力的政治目的”:151、154，或说是为招降王保保。她并非朱元璋唯一选择的出身蒙古权贵的儿媳。朱元璋在一年后还曾试图为太子朱标纳北元大臣朵只巴之女为太子次妃，但未成功。
正式册封前，王氏的外祖父（或是阿鲁温）逝世。礼部尚书陶凯认为，王氏仍可成婚，无需服丧。九月丙辰（或记十月十八日），朱元璋令中使及女史前往王氏家中，行納徵发册礼，册文如下：
朕君天下封诸子为王，必选名家贤女为之妃，今朕第二子秦王樉，年已长成，选尔王氏，昔元太傅、中书、右丞相、河南王之妹，授以金册，为王之妃，尔其谨遵妇道，以助我邦家敬哉。
没有记录显示王氏生育子女。朱樉的次妃是鄧愈的女儿，邓氏生下朱樉的长子朱尚炳。洪武二十八年（1395年）三月二十日，丈夫朱樉逝世，谥曰愍，葬于长安鸿固原。四月初四，正妃王氏殉葬，谥曰愍烈。夫妻合葬。
1970年，國立故宮博物院影印刊布《太祖皇帝钦录》，内有朱元璋为儿子朱樉所写祭文。朱元璋指责儿子宠爱次妃邓氏，听信邓氏的话，将王氏囚禁于别处。待遇如同囚犯。此外，邓氏有种种过错，被责备后，自缢身亡。朱元璋亦再三要求朱樉礼待王氏。但朱樉未听从父亲的教诲，仍将王氏幽禁王府中。由于王府无主，次序混乱。老幼宫人在担忧之下，毒死了朱樉。
金庸武侠小说《倚天屠龙记》中，设定女主角赵敏为察罕特穆尔之女、王保保之妹。有作者以王氏为赵敏原型，王保保同父妹的名字——观音奴为其本名。或指观音奴和王保保妻儿因其兵败沈丘，被明军俘虏。而后，朱元璋为招降王保保，以观音奴为朱樉王妃。据《明史》所记，洪武三年王保保败于徐达时，妻子毛氏随同他一同逃走，并未被俘虏。